# SpaceX CRS-12
SpaceX CRS-12 eller SpX-12 var en obemannad flygning till Internationella rymdstationen med SpaceX:s rymdfarkost Dragon. Farkosten sköts upp med en Falcon 9-raket, från Kennedy Space Center LC-39A, den 14 augusti 2017. Farkosten dockades med Harmony modulen, med hjälp av Canadarm2, den 16 augusti 2017.
Farkosten lämnade rymdstationen den 16 september 2017, och några timmar senare återinträdde den i jordens atmosfär och landade i Stilla havet.
Efter uppskjutningen lyckades SpaceX landa bärraketens första steg på Landing Zone 1, några kilometer från uppskjutningsplatsen.